# František Dibarbora
František Dibarbora (19. listopad 1916 Bratislava – 4. září 1987 Bratislava) byl slovenský herec.
Jeho dědeček Giacomo DiBarbara byl italský podnikatel, pocházející z Udine, který nedaleko Vídně vlastnil továrnu na výrobu textilních barev. Na popud otce Františka Filipa Dibarbory, který pracoval jako železničář, šel po gymnáziu studovat Hudební a dramatickou akademii v Bratislavě (1938) u Janka Borodáče. Po jejím ukončení nastoupil jako elév do činoherního souboru Slovenského národního divadla. S výjimkou let 1940–1942, kdy byl členem Opery Slovenského národního divadla, a let 1946–1952, kdy hrál na Nové scéně, byl členem Činohry Slovenského národního divadla. Na jejím jevišti se objevoval i po odchodu do důchodu v roce 1982. V divadle vytvořil více než 180 nejen komediálních postav. Nejvýznamnější inscence, ve kterých hrál byly, Bratři Karamazovi, Revízor, Jožka Púčik a jeho kariéra, Inkognito, Veselé paničky Windsorské, Dokud kohout nezazpívá. Byl oblíbeným estrádním umělcem. Uplatnil se také v televizi a v rozhlasu. Působil rovněž jako pedagog na Vysoké škole múzických umění v Bratislavě.
V mládí hrával aktivně lední hokej, jako brankář odchytal 3 utkání ve slovenské reprezentaci (1. února 1940 – 6. února 1940). Zemřel 4. září 1987 na následky automobilové nehody, které zkomplikovaly jeho zdravotní potíže se srdcem.

## Filmografie
- 1938 Neporažená armáda (Milan Jurčík)
- 1947 Uloupená hranice
- 1947 Varúj…! (horník emigrant)
- 1948 Znamení kotvy (celní úředník)
- 1948 Bílá tma (stratég)
- 1948 Vlčí jáma (Herrmann Thiele)
- 1950 Katka (Dodo Kupčík)
- 1950 Přehrada (Fero)
- 1952 Dovolená s Andělem (Štefan Palko)
- 1952 Lazy sa pohnuly (Kmoško)
- 1952 Mladá srdce (agent)
- 1953 V pátek třináctého (Fero)
- 1955 Čtverylka (dr. Branecký)
- 1956 Prověrka lásky (mistr)
- 1957 Poslední čarodějnice (rektor Melchioris)
- 1957 Zemanská čest (Daniel)
- 1958 Štěstí přijde v neděli (konferenciér)
- 1959 Muž, který se nevrátil (Piaček)
- 1959 Pán a hvězdář (malíř Mazando)
- 1960 Skalní v ofsajde  (Sekáč)
- 1961 Předjaří (náčelník vězení)
- 1961 Zbabělec (Varga)
- 1962 Výlet po Dunaji (Domasta)
- 1962–1963 Jánošík I.-II. (soudce Očkayi)
- 1963 Ivanov (Kosych)
- 1964 Archimedův zákon (Slávik)
- 1965 Odhalení Alžběty Báthoryové (Gibala)
- 1965 Smrt přichází v dešti (dr. Kostolníček)
- 1966 Mistr kat (Tuli-bej)
- 1967 Smlouva s ďáblem (Boroš)
- 1968 Není jiná cesta (Ostrolúcky)
- 1968 Šíleně smutná princezna (kat)
- 1968 Tři svědkové (Izák)
- 1970 Pán si nic nepřál (host z pokoje č. 23)
- 1971 Páni se baví (Kisbárnaky)
- 1974 Trofej neznámého střelce (německý generál)
- 1975 Horečka (tlumočník)
- 1975 Šeptající fantóm (holič)
- 1976 Pozor, jde Jozefína … (Tomáš Adam)
- 1978 Ve znamení Merkura seriál, role
- 1979 Smrt šitá na míru (dr. Kuchár)
- 1987 Pihatý Max a strašidla